# Седъю (приток Щугора)
Седъю, Сёд-Ю — река в России, протекает в округе Вуктыл Республики Коми. Устье реки находится в 127 км по левому берегу реки Щугор. Длина реки составляет 46 км. В 13 км от устья принимает по левому берегу реку Косвож.
Река Седъю берёт начало в болотах на западных склонах возвышенности Овин-Парма (предгорья Северного Урала). Течёт в верхнем течении на юго-запад, затем резко поворачивает на север. Всё течение проходит по ненаселённой холмистой тайге на территории национального парка Югыд Ва.
Ширина реки в верховьях около 5 метров, в среднем и нижнем течении около 30 — 40 метров, скорость течения у устья 0,6 м/с.
На заключительных километрах течения течёт почти параллельно Щугору, пока не впадает в него у урочища Седъю.

## Притоки
- 13 км: Косвож (лв)
- 13 км: Седъёль (пр)
- 25 км: река без названия (лв)

## Данные водного реестра
По данным государственного водного реестра России относится к Двинско-Печорскому бассейновому округу, водохозяйственный участок реки — Печора от водомерного поста у посёлка Шердино до впадения реки Уса, речной подбассейн реки — бассейны притоков Печоры до впадения Усы. Речной бассейн реки — Печора.
Код объекта в государственном водном реестре — 03050100212103000062392.